# 소 사다시게
소 사다시게(일본어: 宗貞茂, そう さだしげ, 생년 미상 ~ 1418년(오에이 25년) 5월 29일(음력 4월 24일))는 일본 무로마치 시대(室町時代) 전기의 무장으로 쓰시마(対馬)의 슈고 다이묘(守護大名), 쓰시마 소 씨(宗氏) 8대 당주이다. 소 히사시게(宗尚茂)의 아들로 관위는 형부소보(刑部少輔). 관위는 사누키노카미(讃岐守)였다.
1398년 일족인 소 요리시게(宗頼茂)로부터 가독을 빼앗아 당주가 되었다. 이듬해부터는 조선과의 통교를 시작하였다. 또한 지쿠젠 슈고다이(筑前守護代)의 지위를 얻어 주가이던 쇼니씨(少弐氏)를 도와 규슈(九州) 북부로 몇 번이나 진출하였다. 1408년 슈고다이 자리를 동생인 사다즈미(貞澄)에게 넘겨주고 자신은 쓰시마로 돌아가 그 통치에 힘썼다. 1417년 9월에 병으로 쓰러져 이듬해 4월에 사망하였다. 아들 사다모리(貞盛)가 이었다.
훗날 1915년(다이쇼 4년) 11월 10일 다이쇼 천황의 즉위식에 즈음하여 오에이의 외구(応永の外寇) 즉 기해동정 당시 조선군을 상대로 교전하였던 공적으로 일본 정부로부터 종4위가 추증되었다. 그러나 훗날의 연구에 따르면 앞서 설명한 대로 기해동정 당시에는 사다시게는 이미 사망해 있었고, 조선군과 교전한 것은 그의 아들 사다모리인 것으로 판명되었다.